# 경남간호고등학교
경남간호고등학교(慶南看護高等學校)는 대한민국 경상남도 산청군 생비량면 가계리에 있는 사립 고등학교이다.

## 학교 연혁
- 1961년 4월 7일 : 송계고등공민 학교 설립 개교
- 1963년 12월 16일 : 송계중학교 인가(학급당 1학급, 전교 3학급)
- 1964년 1월 8일 : 학교법인 덕조학원 설립허가
- 1971년 12월 26일 : 송계고등학교 설립인가(학급당 1학급, 전교 3학급)
- 1973년 3월 1일 : 송계고등학교 초대 공삼진 교장 취임
- 1976년 2월 10일 : 송계고등학교 제1회 졸업식(남 40명, 여 45명 계 85명)
- 1977년 9월 5일 : 충효관(생활관) 신축
- 1984년 11월 21일 : 강당 개관
- 1987년 9월 30일 : 대성관 개관(1층 식당. 2, 3층 기숙사)
- 1998년 10월 29일 : 송계고등학교 교사 신축(4개동)
- 1998년 12월 31일 : 송계고등학교 급식소 신축
- 1999년 2월 5일 : 급식소 개축
- 2009년 2월 23일 : 도서관 현대화 사업 완료(석천재 개관)
- 2009년 8월 13일 : 간호복지과 신설
- 2010년 2월 28일 : 여학생 기숙사 개관
- 2011년 1월 25일 : 간호종합실습실 사업 완료
- 2011년 3월 1일 : 경남간호고등학교로 교명 변경
- 2023년 1월 6일 : 졸업식(남 19명, 여 38명, 누계 5,443명)
- 2023년 3월 2일 : 입학식(간호복지과 3반 61명)
- 2023년 9월 1일 : 제8대 문종건 교장 취임
- 2024년 12월 27일: 졸업식(24명, 누계 5,517명)
- 2025년 3월 1일: 제9대 공경식 교장 취임
- 2025년 3월 4일: 입학식(간호복지과 3반 48명)

## 설치 학과
- 간호복지과

## 참고 자료
- 경남간호고등학교 - 한국교육학술정보원 학교알리미